# ISO 3166-2:GD
ISO 3166-2 données pour la Grenade.

Carte des divisions administratives de la Grenade.

- Sources de la liste : IGN 1989; FIPS 10-4
- Source des codes : secrétariat ISO/TC 46/WG 2

## Mises à jour
- ISO 3166-2:2007-04-17 Bulletin n° I-8 (création)

## Paroisses (6)en:parish
| Code ISO 3166-2 | Paroisse      | Paroisse                    |
| Code ISO 3166-2 | Nom anglais   | Nom français (non officiel) |
| --------------- | ------------- | --------------------------- |
| GD-01           | Saint Andrew  | Saint-Andrew                |
| GD-02           | Saint David   | Saint-David                 |
| GD-03           | Saint George  | Saint-Georges               |
| GD-04           | Saint John    | Saint-John                  |
| GD-05           | Saint Mark    | Saint-Mark                  |
| GD-06           | Saint Patrick | Saint-Patrick               |

## Dépendance (1)en:dependency
| Code ISO 3166-2 | Dépendance                 | Dépendance                  |
| Code ISO 3166-2 | Nom anglais                | Nom français (non officiel) |
| --------------- | -------------------------- | --------------------------- |
| GD-10           | Southern Grenadine Islands | Îles Grenadines du Sud      |